# Gatan
Gatan, även känd som Inte leker du och jag på gatan är en svensk barnvisa från 1900-talet med temat trafik. Sången handlar om att man inte skall leka på gatan. Texten skrevs av Gullan Bornemark, medan melodin är samma som Björnen sover och Gubben Noak. Sången ingår i Anita och Televinken, som hade i syfte att lära barn hur man ska bete sig i trafiken.